# AT Medole
La Associazione Tamburellistica Medole è una società tamburellistica italiana. Ha sede a Medole, in provincia di Mantova. 
È stata per tre anni consecutivi, dal 1987 al 1989, Campione d'Italia, titolo riconquistato il 14 ottobre 2012, avendo superato nella finale scudetto, sul neutro di Castellaro Lagusello, il Callianetto, interrompendone il dominio che durava da ben 10 anni.
La Associazione Tamburellistica Medole annovera nel proprio palmares anche la Supercoppa maschile di serie A dell'anno 2012.
Partecipa alla Serie A del Campionato italiano di tamburello.

## Palmarès
- Serie A - Campione d'Italia 1987, 1988, 1989 e 2012.

- Serie B - Campione d'Italia 1985.[1]

- Supercoppa maschile  2012.